# Pattran
Pattran es una ciudad de la India en el distrito de Patiala, estado de Punyab (India).

## Geografía
Se encuentra a una altitud de 232 m s. n. m. a 129 km de la capital estatal, Chandigarh, en la zona horaria UTC +5:30.

## Demografía
Según estimación 2010 contaba con una población de 31 539 habitantes.